# Guerra contra o Estado Islâmico
Guerra contra o Estado Islâmico teve início em resposta às rápidas conquistas territoriais feitas pelos militantes do Estado Islâmico do Iraque e do Levante (Daesh) durante o primeiro semestre de 2014; a brutalidade e os abusos dos direitos humanos condenados internacionalmente, levaram muitos países a intervir contra o Estado Islâmico na Síria e no Iraque. Em 2015, o Estado Islâmico avançou e se estabeleceu em outros países – como no Afeganistão para rivalizar com o Talibã, mas a OTAN deteve o seu avanço. O grupo, entretanto, já estava agindo nesta data na Segunda Guerra Civil Líbia desde 2014. Depois disso, a guerra contra o Estado Islâmico se expandiu para incluir Egito, Nigéria e Rússia, além da Turquia e Líbano.

## Coalizões internacionais contra o Estado Islâmico

### Coalizões lideradas pelos Estados Unidos

#### 5 de setembro de 2014

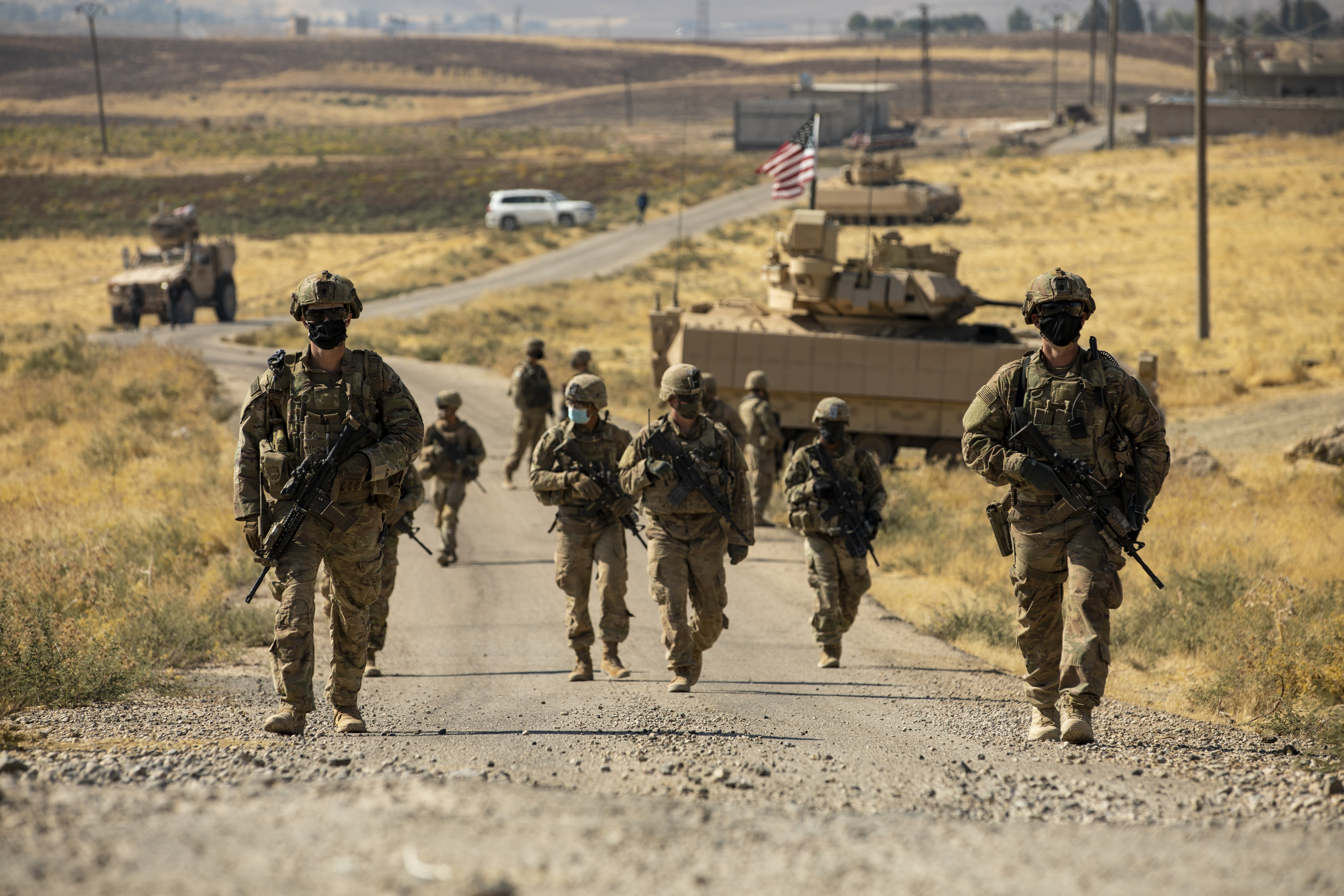
Soldados americanos na Síria.

À margem da cimeira da OTAN de 4 a 5 de setembro de 2014 no País de Gales, o secretário de Estado dos Estados Unidos John Kerry em 5 de setembro convocou os ministros do Reino Unido, França, Alemanha, Canadá, Austrália, Turquia e Itália, para uma reunião separada  na qual ele pressionou-os para apoiar uma luta contra o Estado Islâmico militarmente e financeiramente. Os nove países concordaram em fazê-lo, apoiando as forças antiEstado Islâmico no Iraque e na Síria com suprimentos e apoio aéreo, de acordo com uma declaração daquele dia por Kerry e do secretário de Defesa dos Estados Unidos Chuck Hagel.

#### 3 de dezembro de 2014
Em 3 de dezembro de 2014, na sede da OTAN em Bruxelas, diplomatas  / ministros (das Relações Exteriores) de 59 países se reuniram para planejar um rumo a seguir contra a ameaça do Estado Islâmico. O secretário de Estado John Kerry declarou no encontro que "derrotar a ideologia, o financiamento, o recrutamento" do Daesh deveria ser o foco principal da discussão, mais importante do que os ataques aéreos e outras ações militares.
Os países presentes em 3 de dezembro foram: os 10 países supracitados da coalizão de 5 de setembro no País de Gales (ver acima); com o acréscimo de 18 países da coalizão liderada pelos França em 15 de setembro em Paris (ver abaixo), exceto a China e a Rússia; e outros 33 países: Albânia, Áustria, Bósnia e Herzegovina, Bulgária, Croácia, Chipre, Estônia, Finlândia, Geórgia, Grécia, Hungria, Islândia, Irlanda, Kosovo, Letônia, Lituânia, Luxemburgo, Macedônia do Norte, Moldávia, Montenegro, Marrocos, Nova Zelândia, Portugal, Coreia do Sul, Romênia, Sérvia, Singapura, Eslováquia, Eslovênia, Somália, Suécia, Taiwan e Ucrânia.
Eles designaram-se como a Coalizão Mundial para Combater o Estado Islâmico do Iraque e do Levante  e concordaram com uma estratégia que incluiria:
- a exposição da verdadeira natureza do Estado Islâmico;
- cortar o financiamento e fundos do Estado Islâmico;
- apoio às operações militares.[83]

### Coalizão liderada pela França
Em 15 de setembro de 2014 na "Conferência Internacional sobre a Paz e a Segurança no Iraque" oferecida pelo presidente francês François Hollande em Paris, 26 países estavam representados: os países da coalizão liderada pelos Estados Unidos, aquela de 5 de setembro no País de Gales (ver acima) que haviam concordado com uma coalizão contra o Estado Islâmico, exceto a Austrália e a Polônia, e, ainda: Barein, Egito, Iraque, Jordânia, Kuwait, Líbano, Omã, Qatar, Arábia Saudita, Emirados Árabes Unidos, Bélgica, China, República Checa, Japão, Países Baixos, Noruega, Rússia e Espanha. Estes, comprometeram-se a apoiar o governo iraquiano com assistência militar em seu combate ao Estado Islâmico, e reafirmaram seu compromisso com a Resolução 2170 do Conselho de Segurança das Nações Unidas de 15 de agosto (condenando todo o comércio com o Estado Islâmico e exortando para evitar todas as doações financeiras e quaisquer pagamentos de resgates ao Estado Islâmico), tal como relatou o governo francês.
Em retaliação aos ataques de novembro de 2015 em Paris, a Força Aérea Francesa intensificou significativamente os ataques aéreos contra o Estado Islâmico na Síria, atingindo dentre outras a cidade síria de Ar-Raqqah, a capital de facto do Estado Islâmico.

### Coalizão liderada pela Rússia
No final de setembro de 2015, Rússia, Iraque, Irã e Síria criaram uma "central de informações conjunta" em Bagdá para "recolher, processar e analisar informações atuais sobre a situação no Oriente Médio - essencialmente para combater o Estado Islâmico". Em 30 de setembro de 2015, a Rússia começou a sua campanha aérea em apoio ao governo sírio.
A Rússia também teria estabelecido acordos de coordenação de operações na Síria com a Jordânia e Israel.
Em 14 de março de 2016, o presidente russo Vladimir Putin anunciou uma retirada parcial do território sírio, citando o sucesso do cessar-fogo permanente e uma maior segurança do governo sírio.

### Coalizão das nações islâmicas
Em 14 de dezembro de 2015, o príncipe herdeiro e ministro da Defesa saudita, Mohammad bin Salman Al Saud, anunciou que 34 países fariam parceria no combate contra o extremismo islâmico, o qual Salman chamou de "doença". Baseado fora de Riade, Arábia Saudita, a coalizão inclui: Barein, Bangladesh, Benin, Chade, Comores, Costa do Marfim, Djibuti, Egito, Gabão, Guiné, Jordânia, Kuwait, Líbano, Líbia, Maldivas, Mali, Malásia, Marrocos, Mauritânia, Níger, Nigéria, Paquistão, Palestina, Catar, Arábia Saudita, Senegal, Serra Leoa, Somália, Sudão, Turquia, Togo, Tunísia, Emirados Árabes Unidos e Iêmen.

## Iraque

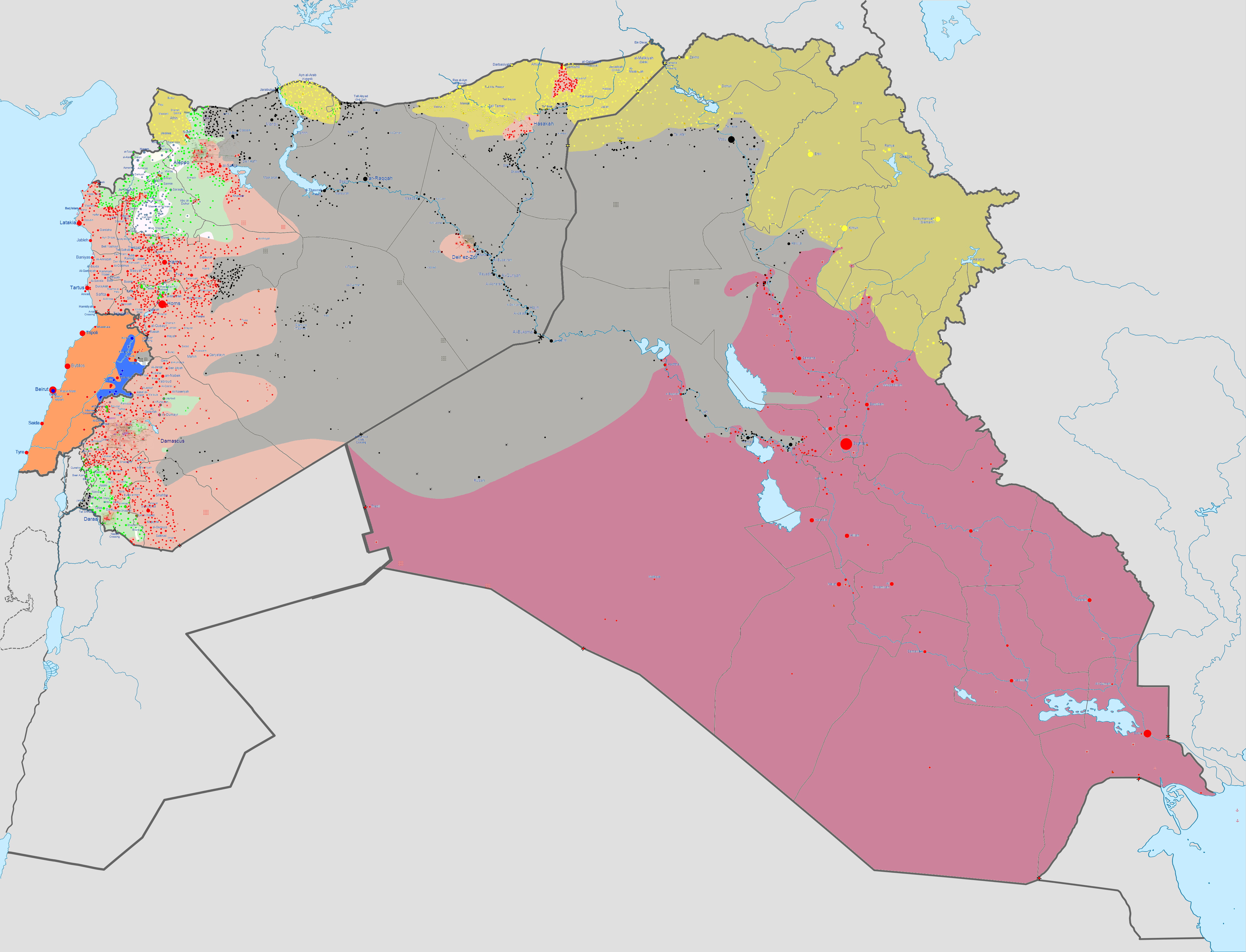
Mapa mostrando, em cinza, todos os territórios controlados pelo Estado Islâmico no Iraque e Síria no auge do seu poder, em 2015.

Em dezembro de 2011, depois de oito anos de uma guerra que matou mais de 1 milhão de pessoas, os Estados Unidos retiraram suas tropas do Iraque. Nos dois anos seguintes, a violência sectária e religiosa se intensificou no país. O conflito na vizinha Síria complicou ainda mais a situação, ao dar acesso fácil a armas e pessoal, por parte dos grupos jihadistas. Um destes grupos, o Estado Islâmico do Iraque e do Levante (ou também conhecido pelas iniciais EIIL) se destacou por sua ferocidade, selvageria e eficiência em combate. Outrora conhecido como 'Al-Qaeda no Iraque', a organização se expandiu também para o território sírio, se aproveitando do caos que se instaurou na região. Em julho de 2014, lançou-se em uma grande ofensiva em solo iraquiano, conquistando facilmente uma enorme porção da região, forçando o recuo das forças de segurança do Iraque. Os combatentes do EIIL, liderados por Abu Bakr al-Baghdadi, proclamaram então a criação de um Califado islâmico, governado pela xaria, a lei do islã.

### Intervenção ocidental
O presidente dos Estados Unidos, Barack Obama, ordenou então o envio de 800 militares ao Iraque, em julho de 2014, para aconselhar o governo iraquiano, além de proteger a embaixada do país em Bagdá e o consulado Erbil, no norte. No começo de agosto, mais 130 soldados foram enviados. Enquanto isso, milhares de refugiados iazidis, membros de uma minoria religiosa curda, ficaram presos no monte Sinjar, cercado pelos extremistas do EIIL. Aviões americanos bombardearam então a base da montanha e eventualmente romperam o cerco, permitindo a fuga das pessoas no cume. Suprimentos e ajuda humanitária também foram enviadas. Nas semanas seguintes, os Estados Unidos lançaram mais de 200 ataques aéreos contra alvos do Estado Islâmico no Iraque. Os bombardeios eventualmente se expandiram para a Síria. Em solo iraquiano, as incursões aéreas conseguiram conter boa parte dos avanços dos islamitas, enquanto as forças curdas e do exército iraquiano tentavam contra-atacar para recuperar o terreno perdido. Enquanto isso, a situação humanitária se agravava, gerando ondas de refugiados, enquanto centenas de pessoas morriam nas frentes de batalha.
Depois de ter iniciado o sobrevoo de aeronaves tripuladas sobre o Iraque e enviado algumas tropas para o Iraque em junho, os Estados Unidos passaram em agosto de 2014 a abastecer os Peshmerga curdos iraquianos com armas, ajuda humanitária por alimentos para os refugiados que fugiam do Estado Islâmico, e ataques aéreos contra o grupo no Iraque.
Em 9 de agosto, discursando sobre os ataques aéreos no Iraque, o presidente Barack Obama declarou que "este será um projeto a longo prazo". Desde então, nove países, aliados com os Estados Unidos, têm também efetuado ataques aéreos ao Estado Islâmico no Iraque e vários países têm contribuído com ajuda militar às forças terrestres iraquianas e curdas e ajuda humanitária.
Em 16-19 de agosto, de acordo com os Estados Unidos, as forças curdas iraquianas e com a ajuda de ataques aéreos dos Estados Unidos retomaram a represa de Mosul, a maior represa do Iraque.  O presidente Obama anunciou, em 10 de setembro de 2014, que o número de ataques aéreos no Iraque aumentaria e que enviará mais 500 soldados para o Iraque.

#### Ajuda militar para curdos e iraquianos
Em 5 de agosto de 2014, Zalmay Khalilzad, ex-embaixador dos Estados Unidos no Iraque e nas Nações Unidas, escreveu no Washington Post que os Estados Unidos estão envolvidos no "fornecimento direto de munições para os curdos e, com concordância de Bagdá, no envio de algumas armas do programa  Foreign Military Sales para os curdos". Os Estados Unidos passaram do fornecimento indireto ao Curdistão com armas de pequeno porte através da CIA para dar-lhes armas diretamente, tais como sistemas antitanques portáteis.
Em um esforço coordenado liderado pelos Estados Unidos, muitos países aliados, incluindo os membros da OTAN e os parceiros do Oriente Médio, estariam fornecendo ou planejando abastecer as forças iraquianas e/ou curdas com equipamento militar pesado, armas de pequeno calibre, munição, equipamentos militares não letais e apoio de formação.

#### Esforços humanitários
Os Estados Unidos, o Reino Unido e a Austrália, apoiados por parceiros internacionais, lançaram um grande esforço humanitário para apoiar os refugiados retidos no norte do Iraque. Isto incluiu dezenas de milhares de refeições e milhares de galões de água potável para os refugiados iazidis retidos nas Montanhas Sinjar e ameaçados pelo avanço das forças do Estado Islâmico, entre 7 e 14 de agosto de 2014, no que mais tarde seria descrito como "a primeira entrega aérea em massa de carga humanitária desde a eclosão da violência em Timor Leste em 1999".

#### Ações militares e bombardeios
Um dos fatores que mudaram a opinião pública no ocidente em favor de ataques contra os militantes do EIIL foi a decapitação de três cidadãos estrangeiros no deserto Sírio, os americanos James Foley e Steven Sotloff e o britânico David Haines. Em julho de 2014, homens da Força Delta (um grupo de operações especiais do exército americano) tentaram resgatar Foley, que estava cativo na região de Uqayrishah, perto de Ar-Raqqah, na Síria. A missão fracassou e terminou com um soldado ferido e pelo menos cinco extremistas mortos. Este foi o primeiro confronto travado em solo entre forças do Estado Islâmico e dos Estados Unidos.
Os ataques aéreos continuaram durante o fim de setembro. Aviões franceses e americanos conduziam missões diárias para atacar alvos do Estado Islâmico na região norte do Iraque. Dezenas de militantes do grupo foram mortos, mas os avanços feitos pelos aliados iraquianos e curdos no solo foi considerado pequeno. Mesmo assim, a primeira fase da expansão da campanha de bombardeios foi chamada pelo Pentágono de um 'sucesso'. No dia 27, o Reino Unido se juntou a coalizão, expandindo a campanha de bombardeios. Outros países europeus, como Holanda, Bélgica e Dinamarca também enviaram equipamentos e aviões para combater o EIIL no Iraque. Enquanto as incursões aéreas na região se intensificavam, o parlamento da Turquia aprovou uma resolução que autorizava os militares do país a combater o Estado Islâmico, tanto na Síria, quanto no Iraque. Também foi aprovado o uso de bases aéreas do país por aeronaves da OTAN.
Após meses de ataques aéreos contínuos, a eficiência da campanha começou a ser avaliada e dividiu opiniões. Em abril de 2015, o Estado Islâmico havia perdido pelo menos 25–30% do território que havia conquistado no Iraque com suas ofensivas até dezembro de 2014. No começo de 2015, apesar dos aviões aliados terem detido a ofensiva do EIIL contra Bagdá e ter auxiliado o exército iraquiano na retomada de Ticrite, apenas algumas semanas depois, os fundamentalistas fizeram progressos na província de Ambar, tomando a cidade de Ramadi (a capital regional). Até meados de 2015, pelo menos 10 mil islamitas morreram nos bombardeios aéreos da Coalizão (incluindo baixas na Síria).
Ao fim de outubro de 2015, os Estados Unidos enviaram a Força Delta para apoiar uma incursão curda na região de Hawija, com o objetivo de libertar pelo menos 70 reféns que, segundo informações de inteligência, estavam para ser executados pelo Estado Islâmico. A missão foi um sucesso, mas um militar americano (o sargento Joshua Wheeler) acabou sendo morto, sendo esta a primeira fatalidade sofrida em combate pelas tropas estadunidenses no Iraque desde 2011. Incursões de forças especiais dos Estados Unidos no Iraque eram raras antes desta missão, com o objetivo dos seus oficiais por lá sendo de majoritariamente apenas de fornecer apoio para os iraquianos e curdos na sua luta contra o terrorismo. Em dezembro, aviões aliados (a maioria pertencentes a força aérea americana) forneceram vital apoio para as tropas iraquianas no solo enquanto estes reconquistavam a importante cidade de Ramadi. Segundo a liderança da coalizão americana que bombardeia o Iraque, o EIIL perdeu cerca de 40% do seu território em solo iraquiano entre maio de 2015 e janeiro de 2016. Já em maio de 2016, o Pentágono reportou que o Estado Islâmico perdeu quase a metade da área sob seu domínio no Iraque.

### Intervenção iraniana
Em meados de junho de 2014, de acordo com fontes estadunidenses e britânicas, o Irã enviou Qasem Soleimani, major-general do Exército dos Guardiães da Revolução Islâmica, ao Iraque ajudá-lo a se organizar contra o Estado Islâmico. O Irã passou a conduzir drones sobre o Iraque, e, de acordo com fontes como a Reuters, soldados iranianos estavam no Iraque combatendo o Estado Islâmico.
Um correspondente de guerra sugeriu que o Irã em 21 de junho "se juntou à guerra aérea" do Iraque o Estado Islâmico.
Em julho, de acordo com o International Institute for Strategic Studies, o Irã enviou diversas aeronaves Su-25 ao Iraque  apoiado pelas equipes de terra iranianos-iraquianos treinados no Irã. No início de agosto, os Su-25 começaram a combater o Estado Islâmico, de acordo com a Business Insider.
Em setembro, de acordo com a Business Insider, o pessoal iraniano da Força Quds foram mobilizadas para Samarra, Bagdá, Carbala, e o posto militar estadunidense abandonado anteriormente conhecido como Camp Speicher. No final de novembro de 2014, um site israelense afirmou ter visto caças iranianos F-4 Phantom II bombardeando o Estado Islâmico no nordeste do Iraque; o exército estadunidense vagamente confirmou isso.
Entre março e maio de 2015, comentaristas estadunidenses indicaram o general iraniano Qasem Soleimani como "liderança estratégia militar do Iraque contra o Estado Islâmico".

### Envolvimento do Hezbollah
Já "durante muito tempo" antes de junho de 2014, o Hezbollah possuía alguma presença no Iraque por assessores oferecendo orientação aos combatentes xiitas, de acordo com um comandante do Hezbollah entrevistado pelo jornal The National.
Em junho de 2014, o Hezbollah teria criado um centro de comando específico no Líbano para monitorar a situação no Iraque. O líder do Hezbollah, Hassan Nasrallah, em 17 de junho, afirmou que o partido estava "pronto para sacrificar os mártires no Iraque cinco vezes mais do que aqueles que sacrificaram na Síria a fim de proteger santuários".
Em julho de 2014, o Hezbollah enviou mais formadores técnicos e consultores para o Iraque, para monitorar os movimentos do Estado Islâmico de acordo com um comandante do Hezbollah entrevistado pelo jornal The National nos Emirados Árabes Unidos. Pouco tempo depois, foi relatado que o comandante do Hezbollah Ibrahim al-Hajj foi  morto em ação perto de Mosul.
Numa matéria de agosto a Reuters relatou que havia "dezenas" de "veteranos aguerridos" do Hezbollah no Iraque, enquanto o Christian Science Monitor informou que o partido havia implantado uma unidade de 250 homens "encarregados de assessorar, treinar e coordenar as milícias xiitas iraquianas".
Em fevereiro de 2015, Nasrallah admitiu que havia enviado tropas para combater no Iraque.

## Síria

### Intervenção árabe-ocidental

#### Tentativa de resgate de reféns
Em 4 de julho de 2014, os Estados Unidos bombardearam a base militar "Osama bin Laden" do Estado Islâmico na aldeia de Uqayrishah, Síria. Duas dezenas de comandos estadunidenses da Delta Force, em seguida, aterrissaram em um esforço para resgatar os reféns, incluindo James Foley. Em uma série de vídeos, Foley, Steven Sotloff, e vários outros reféns foram assassinados.

#### Vigilância aérea
Em 26 de agosto de 2014, os Estados Unidos começaram a enviar voos de vigilância, incluindo drones, para a Síria para recolher informações. Não foi requisitada permissão a República Árabe Síria.
Em 28 de agosto, falando sobre o combate ao Estado Islâmico na Síria, o presidente Obama disse que "não temos uma estratégia ainda." 
A Royal Air Force britânica vinha operando sobre a Síria em uma função de vigilância desde 21 de outubro de 2014, fazendo com que o Reino Unido fosse o primeiro país ocidental, a exceção dos Estados Unidos, a operar no Iraque e na Síria simultaneamente.

#### Armando e treinando os rebeldes
Sob a direção do presidente Obama, a Agência Central de Inteligência dos Estados Unidos desempenhou um papel ativo desde os primeiros estágios da Guerra Civil Síria. Os Estados Unidos inicialmente forneceram aos rebeldes moderados do Exército Sírio Livre  ajuda não-letal, mas logo aumentaram ao  fornecer treinamento, dinheiro e inteligência para comandantes rebeldes selecionados. Em 17 de setembro de 2014, a Câmara dos Representantes votou em autorizar as despesas para treinar e armar os rebeldes sírios moderados.
O Reino Unido anunciou em março de 2015, que iria enviar 75 militares para ajudar a treinar as forças sírias moderadas no uso de armas de pequeno porte, táticas de infantaria e habilidades médicas básicas. A formação teria lugar na Turquia como parte do esforço liderado pelos Estados Unidos. .
De acordo com o Departamento de Defesa dos Estados Unidos, a Arábia Saudita propôs que forneceriam treinamento para os rebeldes sírios para que pudessem voltar para a Síria e combater o Estado Islâmico.
A partir de setembro de 2015, os resultados eram limitados, com apenas num pequeno número treinados e muitos capturados, mortos ou não combatendo.

#### Ações militares e bombardeios

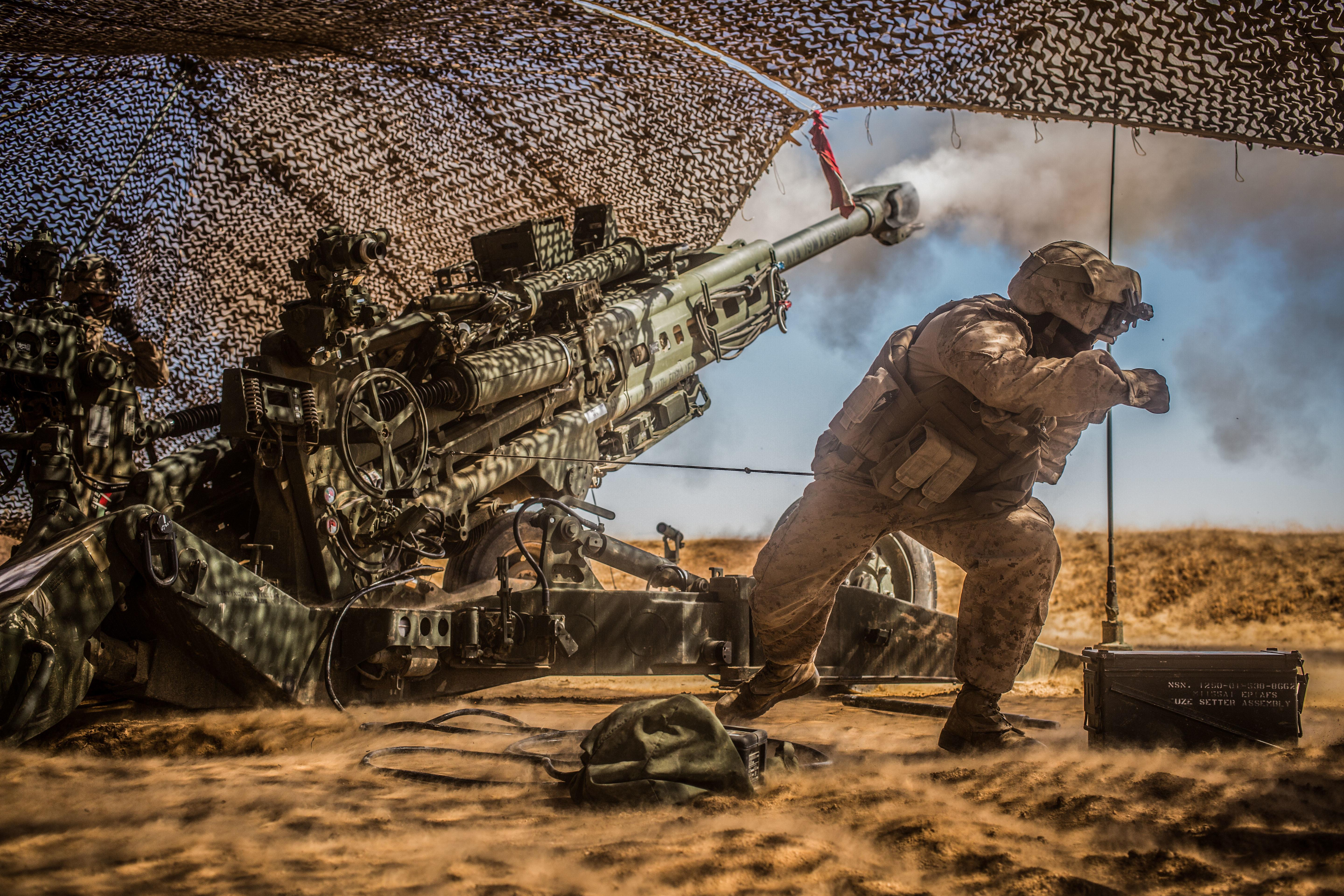
Um militar americano disparando um M777 durante uma missão de combate terrestre na Síria.

O então presidente dos Estados Unidos Barack Obama anunciou, em 10 de setembro de 2014, que pretendia iniciar os ataques aéreos na Síria, com ou sem a aprovação do Congresso. A partir de 22 de setembro de 2014, Estados Unidos, Barein, Jordânia, Qatar, Arábia Saudita e Emirados Árabes Unidos iniciaram os bombardeios contra posições do Estado Islâmico na Síria  com caças, bombardeiros e mísseis de cruzeiro Tomahawk baseados no mar. Os bombardeios continuariam acontecendo na Síria diariamente. Além disso, na primeira noite, as forças estadunidenses lançaram oito ataques de mísseis de cruzeiro contra o Coração, afiliados al-Qaeda. Do início de novembro ao início de dezembro de 2014, os Estados Unidos lançaram ataques aéreos adicionais contra o mesmo grupo. Em novembro de 2014, o Marrocos enviou 3 F-16 para serem implantados nos Emirados Árabes Unidos para combater o  Estado Islâmico no Iraque e na Síria no âmbito das operações lideradas pelos estadunidenses.
Em 2 de dezembro, o Parlamento do Reino Unido votou a favor (397 a 223) autorizando os ataques aéreos na Síria. Em poucas horas, os jatos Tornado da RAF realizaram os seus primeiros ataques aéreos, tendo como alvo os campos de petróleo Omar no leste da Síria, que estavam sob controle do Estado Islâmico.  Em 4 de dezembro de 2015, a Alemanha interveio em reação aos ataques de novembro de 2015 em Paris através do envio de uma fragata e aviões de reconhecimento Panavia Tornado para a região. Em 29 de janeiro de 2016, os Países Baixos anunciaram sua intenção em expandir suas operações de ataque aéreo à Síria.

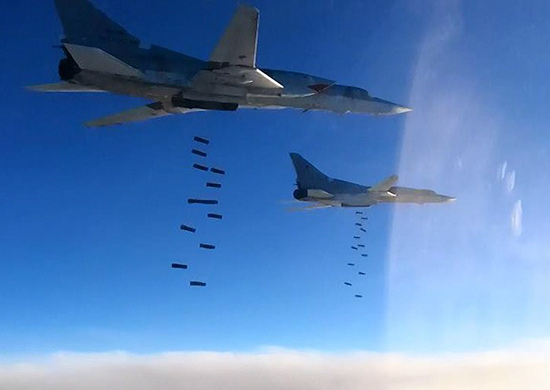
Dois Тu-22М3 russos realizando bombardeios na Síria.

Em 26 de outubro de 2019, Abu Bakr al-Baghdadi (líder do Estado Islâmico) foi morto em uma operação coordenada pelas forças especiais dos Estados Unidos. Segundo o governo americano, sua morte foi um duro golpe contra os terroristas do Estado Islâmico do Iraque e da Síria. Al-Baghdadi foi substituído no comando do EIIL por Abu Ibrahim al Hashimi al-Qurayshi, sendo que ele próprio foi morto pouco mais de dois anos depois, em fevereiro de 2022.

### Intervenção russa
Em 11 de setembro de 2015, uma fonte militar síria fez menção de tropas russas presentes na Síria para ajudar o governo sírio em sua luta contra o Estado Islâmico (Daesh), como parte da Operação Resgate. Em 17 de setembro, aviões de guerra sírios efetuaram uma onda de bombardeios na cidade  de Ar-Raqqah, mantida pelo Estado Islâmico, com armas russas fornecidas pelas Forças Armadas Russas.  Em 20 de novembro, a Rússia afirmou ter matado mais de 600 pessoas usando mísseis de cruzeiro em uma missão.

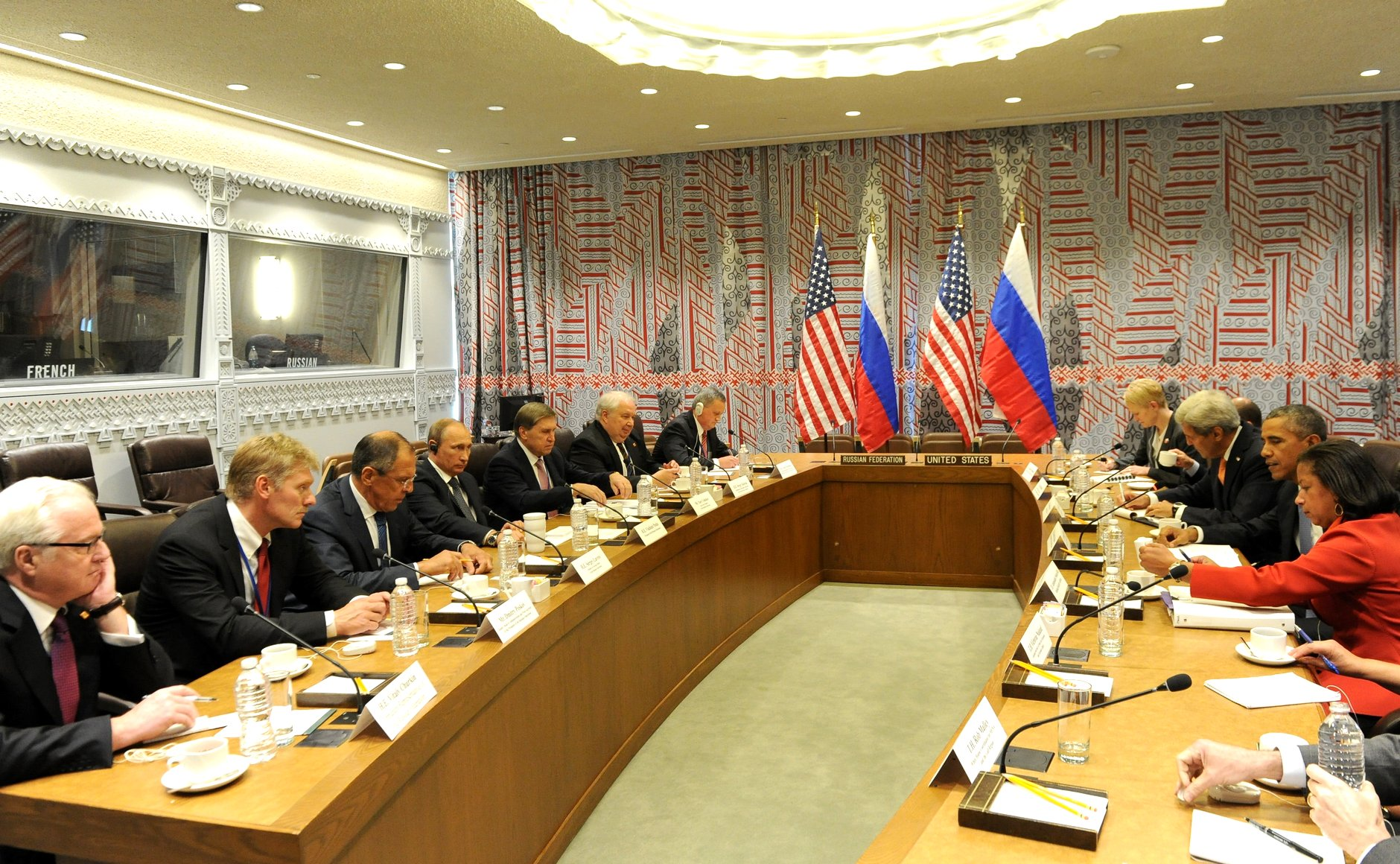
Representantes russos e estadunidenses se reúnem para discutir a situação na Síria em 29 de Setembro de 2015.

Em dezembro de 2015 a Rússia entra oficialmente a Guerra Civil Síria e contra o Estado Islâmico; já em 14 de março de 2016, o presidente russo anunciou oficialmente o início da retirada das tropas russas da Síria. A Rússia, contudo, decidiu continuar e expandir suas operações em território sírio, enviando mais homens e aviões, em apoio ao regime de Bashar al-Assad.

## Líbia

### Ataques aéreos egípcios
Após o Estado Islâmico assassinar 21 cristãos coptas egípcios na Líbia, o Egito realizou ataques aéreos contra o Estado Islâmico na Líbia em 16 de fevereiro de 2015, matando um total de 64 militantes (50 em Derna). Os bombardeiros agindo sob ordens do governo "oficial" da Líbia também atacaram alvos em Derna, supostamente em coordenação com os ataques aéreos do Egito. Um oficial líbio afirmou que mais ataques aéreos conjuntos seguiriam.

### Voos de vigilância dos Estados Unidos
A preocupação com as atividades do Estado Islâmico em Distrito de Derna na Líbia em dezembro de 2014 levou a drones e aviões de vigilância eletrônica estadunidenses a fazerem "voos constantes" de bases italianas sobre o Distrito de Derna.

### Ataques aéreos estadunidenses
Em 13 de novembro de 2015, os Estados Unidos lançaram um ataque aéreo em Derna, Líbia. Dois caças F-15E alvejaram o alto dirigente do Estado Islâmico Abu Nabil al-Anbari no ataque aéreo, que era o principal comandante do Estado Islâmico na Líbia. Em janeiro de 2016, a facção líbio do Estado Islâmico confirmou a morte de Abu Nabil num elogio a ele.
Oficiais do governo estão considerando um novo plano de campanha para a Líbia que aprofundaria o envolvimento militar e diplomático dos Estados Unidos em mais uma frente contra o Estado Islâmico. Os Estados Unidos e seus aliados estão a aumentar voos de reconhecimento e de recolha de informações - e até mesmo preparar-se para possíveis ataques aéreos e incursões de acordo com altos oficiais estadunidenses. As forças de Operações Especiais reuniram-se com vários grupos líbios durante os últimos meses para os examinar para uma possível ação contra o Estado Islâmico.
Em 19 de fevereiro de 2016, aeronaves estadunidenses realizaram um ataque aéreo em alvos múltiplos na Líbia, atingindo um campo de treinamento do Estado Islâmico e um importante líder extremista. O objetivo era desmantelar um grupo de radicais tunisianos que estavam supostamente relacionados com os dois ataques do ano anterior na Tunísia; o campo de treinamento estava situado próximo a Sábrata e 60 pessoas estavam presentes no campo no momento do ataque, mais de 40 pessoas foram mortas além de feridos, alguns gravemente.

### Outras ações
Em fevereiro de 2016, o jornal francês Le Monde afirmou que forças especiais francesas estavam estabelecidas em território líbio para missões  especiais de combate tal como o Reino Unido que também implantou suas forças especiais no território líbio. Ainda de acordo com o jornal, a França conduz operações militares clandestinas na Líbia, ou seja, ações de comandos, sabotagem e assassinatos seletivos contra militantes ou dirigentes do Daesh, como parte de uma estratégia ocidental contra o terrorismo islâmico em todo o Magrebe. A aviação francesa também contribui para operações de informação e espionagem, em estreita colaboração com a força aérea dos Estados Unidos, como resultado de uma concertação do mais alto nível.
Os militares dos Estados Unidos acompanham de perto os movimentos do Estado Islâmico na Líbia, e pequenas equipes de militares estadunidenses se deslocaram dentro e fora do país durante um período de meses. As forças especiais britânicas, francesas e italianas, bem como a Força Aérea Real britânica, também foram a Líbia ajudar com vigilância aérea, mapeamento e coleta de informações em várias cidades, incluindo Bengazi, no leste e Zintane, no oeste, de acordo com dois oficiais militares líbios.
Em 27 de fevereiro de 2016, The Telegraph relatou que forças especiais britânicas haviam sido implantadas juntamente com os seus homólogos estadunidenses na cidade de Misurata para impedir que militantes islamitas avançassem, sua principal função era dar treinamento tático para milícias locais e construir um exército para combater o Estado Islâmico. Em um plano divulgado no final de 2015, os britânicos iriam oferecer ao governo líbio 1 000 soldados como parte dos 5 000 combinados com a Itália, para treinar e equipar as forças líbias ao invés de participar de um combate na linha de frente. Além disso, o ministro da defesa britânico  Michael Fallon anunciou que a Grã-Bretanha estaria enviando 20 soldados da 4ª Brigada de Infantaria para a Tunísia para ajudar a prevenir que combatentes do Estado Islâmico de se deslocarem para o país a partir da Líbia.

## Turquia

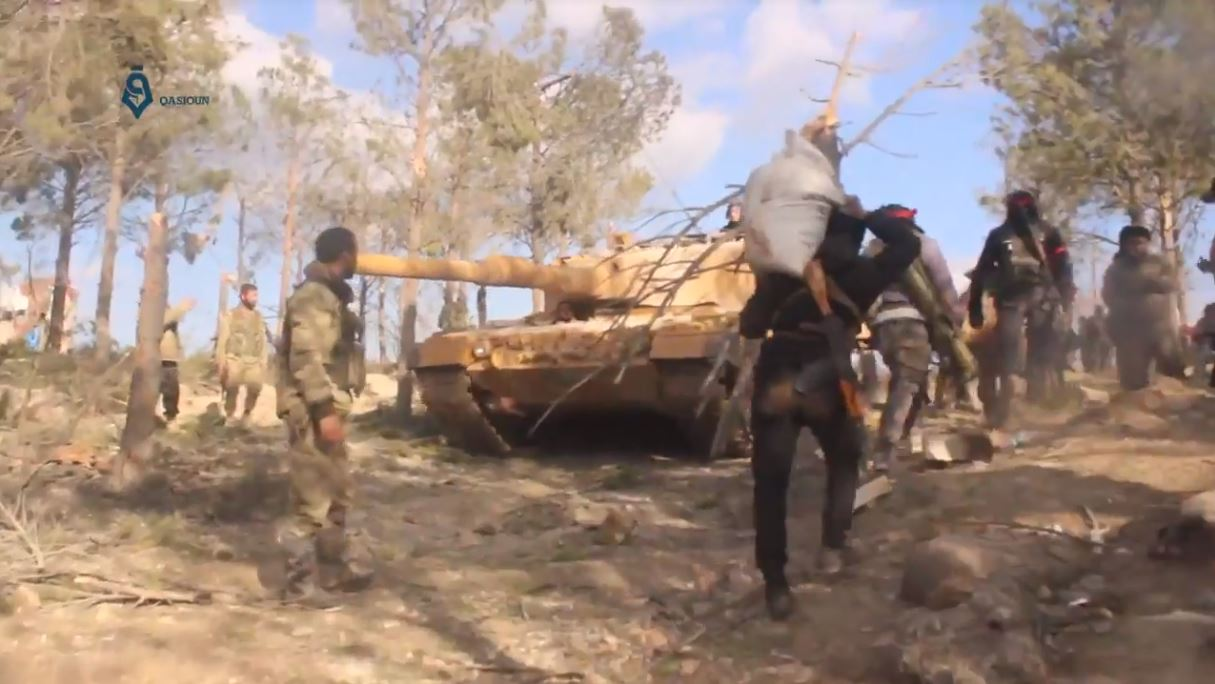
Rebeldes sírios e um tanque Leopard 2 turco no norte de Alepo.

O Estado Islâmico é suspeito de envolvimento ou possui responsabilidade pelos ataques terroristas na Turquia de maio de 2013 em Reyhanlı e de março de 2014 contra a polícia turca, pelo sequestro de 49 diplomatas turcos em junho de 2014, pelo ataques bombistas de junho de 2015 em uma manifestação em Diyarbakır e pelo atentado de Suruç de 20 de julho de 2015 que matou 32 jovens ativistas.
O governo turco até julho de 2015, atacaria militarmente uma vez o Estado Islâmico, em janeiro de 2014. Em setembro 2014 a Turquia se juntou a uma coalizão liderada pelos Estados Unidos "para combater o Estado Islâmico".
Em 23 de julho de 2015, a Turquia permitiu que os Estados Unidos utilizassem as bases aéreas de Incirlik e Diyarbakır no sul da Turquia para ataques aéreos ao Estado Islâmico. Também em 23 de julho, após um suposto ataque do Estado Islâmico em um posto de fronteira turco na província de Kilis mata um soldado turco, o exército turco ataca com tanques militantes do Estado Islâmico na Síria matando um militante e destruindo vários veículos.
Em 24 de julho de 2015, uma denúncia anônima apareceu em um jornal / website turco afirmando que os Estados Unidos tinham acordado com a Turquia uma "zona de exclusão aérea parcial" no norte da Síria. Embora nenhuma declaração oficial sobre a zona fosse divulgada, os analistas ainda especulam sobre os reais motivos e objetivos da Turquia e dos Estados Unidos com a suposta "zona tampão" ou "zona livre".
Apesar da aparente ambiguidade na postura da Turquia com relação ao Estado Islâmico, em 24 e 25 de julho (em uma operação militar intitulada "Operação Martyr Yalçın") a força aérea do país iniciou uma vasta ofensiva contra o Estado Islâmico e o Partido dos Trabalhadores do Curdistão implantando pelo menos 70 aviões de combate F-16; a Turquia teria bombardeado pelo menos oito posições do Estado Islâmico no norte da Síria, matando 35 militantes.
Em 28 de novembro de 2015, o exército sírio denunciou um ataque turco contra uma de suas posições no norte da província de Lataquia (noroeste da Síria). Os bombardeios ocorreram na localidade de Harcele, perto da fronteira turca, em uma operação realizada por dois caças F-16. Os bombardeios foram uma retaliação por um atentado terrorista atribuído ao Estado Islâmico no centro de Ancara, onde foram mortos uma centena de cidadãos turcos.
Depois destes acontecimentos, as publicações do Estado Islâmico teriam aumentado a retórica contra o governo turco, condenando-o como um dos muitos "regimes apóstatas" que se aliaram com os "cruzados". Em um artigo em língua turca, a revista eletrônica mensal do Estado Islâmico Konstantiniyye, prometeu a "conquista de Istambul".
Entretanto, as autoridades turcas detiveram cerca de 1.200 pessoas no interior da Turquia ao longo do último ano por ligações suspeitas com o Estado Islâmico. Isto significa que a Turquia está ativa na guerra contra o grupo.
Em 12 de janeiro de 2016, um homem-bomba do Estado Islâmico perpetrou um ataque terrorista em Istambul na histórica Praça Sultanahmet, matando 12 pessoas. Em resposta ao atentado, o exército turco iniciou ataques de tanques e de artilharia contra posições do Estado Islâmico na Síria e no Iraque matando cerca de 200 combatentes. Em 19 de março, um segundo atentado suicida do Estado Islâmico aconteceu no distrito de Beyoglu, em Istambul. O ataque matou quatro  e feriu 36 pessoas.

## Líbano
Em 2 de agosto de 2014, os militantes do Estado Islâmico combateram nas colinas libanesas de Arsal contra tropas libanesas, resultando em 14 suboficiais e dois oficiais mortos e dezenas de jihadistas sunitas mortos nos combates. Por outro lado, 22 soldados e 20 policiais desapareceram, e 85 soldados ficaram feridos, segundo o exército e uma fonte de segurança. Os jihadistas sequestrariam então 19 soldados e 15 policiais libaneses. Além disso, em 28 de agosto foram liberados cinco militares libaneses. Não seria a primeira vez que isso acontece, já que sete foram sequestrados anteriormente.

### Qaa e Nahle
Em 28 de março de 2015, as unidades de elite do exército libanês avançaram no nordeste do Líbano, tomando o controle de duas posições estratégicas, as operações foram rápidas e conseguiram recuperar posições nas localidades de Qaa e Nahle, na região de Arsal, fronteiriça com a Síria. Estas áreas, tal como outra colina recuperada no mês anterior, que foram ocupadas por grupos armados extremistas, são estratégicas porque a partir delas fazem divisa com a Síria.

### Hezbollah
Em junho de 2015, o líder do Hezbollah, Hassan Nasrallah, afirmou que o Estado Islâmico e a Al Nusra haviam tomado uma posição no Líbano e que batalhas ferozes eram travadas entre ambos e o Hezbollah, bem como entre si.

## Afeganistão
Em fevereiro de 2015, o subcomandante do Estado Islâmico Mulá Abdul Rauf Khadim foi morto em um ataque por drone estadunidense, juntamente com outros cinco; seu sucessor, teria o mesmo destino um mês mais tarde, e desde então, o Estado Islâmico estaria ausente a partir do sul do Afeganistão.
Um relatório afirma que, de acordo com um porta-voz do Tehrik-i-Taliban Pakistan em julho de 2015, um ataque por drone estadunidense matou Shahidullah Shahid, um importante líder do grupo Estado Islâmico para a região de Coração (partes do Irã, Turcomenistão e Afeganistão), e outros 24 militantes, na província de Nangarar no Afeganistão.
Em janeiro de 2016, o presidente Obama enviou uma diretiva para o Pentágono para tornar mais fácil para as forças armadas obterem a aprovação para ataques no Afeganistão, tendo como alvo as milícias que prestaram juramento de fidelidade ao Estado Islâmico. Por três semanas no mesmo mês, as forças armadas dos Estados Unidos realizaram pelo menos uma dezena de operações, incluindo incursões de comandos e ataques aéreos, com muitas destas incursões e ataques ocorrendo na região de Tora Bora, província de Nangarar. Os comandantes estadunidenses no Afeganistão afirmaram que acreditavam que entre 90 e 100 militantes do Estado Islâmico haviam sido mortos nestas operações recentes. Em 1 de fevereiro de 2016, os ataques aéreos dos Estados Unidos na província de Nangarar, a leste do Afeganistão, mataram 29 combatentes do Estado Islâmico e atingiram uma estação de rádio FM do grupo terrorista. Em 21 de fevereiro, foi relatado que pouco mais de uma semana antes, as forças afegãs apoiadas por ataques aéreos estadunidenses expulsaram os militantes do Estado Islâmico do seu reduto na província de Nangarar em uma operação militar em curso e mataram um total de 43 militantes do Estado Islâmico até 22 de fevereiro. Em 6 de março de 2016, o presidente do Afeganistão anunciou que o Estado Islâmico havia sido derrotado nas partes orientais do país; as forças afegãs reivindicaram a vitória na sequência de uma operação de 21 dias em dois distritos na província de Nangarar, alegando que pelo menos 200 militantes foram mortos. Na sequência desta operação, um oficial confirmou que militantes do Estado Islâmico haviam se deslocado para a província de Kunduz e a província de Kunar.

## África Central

### Camarões
Em 19 de janeiro de 2015, várias pessoas foram mortas e 60 foram sequestradas em um ataque pelo grupo terrorista Boko Haram no norte dos Camarões, coincidindo com a chegada das tropas do Chade ao país para deter o avanço dos jihadistas nigerianos.
Em outubro de 2015, com a aprovação do governo camaronês, os militares estadunidenses implantaram 300 oficiais nos Camarões, suas missões primordiais visam fornecer suporte de inteligência para as forças locais, bem como a realização de voos de reconhecimento.

### Chade
O Boko Haram chegou ao Chade em 2015. Ademais, as tropas dos Camarões e do Chade entraram em confronto em 4 de fevereiro do mesmo ano com o Boko Haram na cidade de Fotokol, na fronteira entre Camarões e Nigéria.

## Envolvimento por país
A tabela abaixo resume o nível de envolvimento de cada país na guerra global contra o Estado Islâmico.
| Legenda:               | Legenda:  | Legenda: | Legenda: | Legenda:   | Legenda:       |
| Country                | No Iraque | Na Síria | Na Líbia | Na Nigéria | No Afeganistão |
| ---------------------- | --------- | -------- | -------- | ---------- | -------------- |
| Afeganistão            | —         | —        | —        | —          |                |
| Albânia                |           |          | —        | —          | —              |
| Australia              |           |          | —        | —          | —              |
| Austria                |           |          | —        | —          | —              |
| Bahrain                | —         |          | —        | —          | —              |
| Bélgica                |           | —        | —        | —          | —              |
| Bósnia e Herzegovina   |           |          | —        | —          | —              |
| Bulgária               |           |          | —        | —          | —              |
| Camarões               | —         | —        | —        |            | —              |
| Canadá                 |           |          | —        | —          | —              |
| Chade                  | —         | —        | —        |            | —              |
| Croácia                |           |          | —        | —          | —              |
| República Checa        |           |          | —        | —          | —              |
| Dinamarca              |           | —        | —        | —          | —              |
| Egito                  | —         | —        |          | —          | —              |
| Estônia                |           |          | —        | —          | —              |
| França                 |           |          | —        | —          | —              |
| Alemanha               |           |          | —        | —          | —              |
| Grécia                 |           |          | —        | —          | —              |
| Hungria                |           |          | —        | —          | —              |
| Indonésia              |           |          | —        | —          | —              |
| Irã                    |           |          | —        | —          | —              |
| Iraque                 |           | —        | —        | —          | —              |
| Irlanda                |           |          | —        | —          | —              |
| Israel                 |           |          | —        |            | —              |
| Itália                 |           | —        | —        | —          | —              |
| Japão                  |           |          | —        | —          | —              |
| Jordânia               |           |          | —        | —          | —              |
| Kuwait                 |           |          | —        | —          | —              |
| Líbano                 |           |          | —        | —          | —              |
| Líbia                  | —         | —        |          | —          | —              |
| Luxemburgo             |           |          | —        | —          | —              |
| Marrocos               |           |          | —        | —          | —              |
| Países Baixos          |           |          | —        | —          | —              |
| Nova Zelândia          |           |          | —        | —          | —              |
| Niger                  | —         | —        | —        |            | —              |
| Nigéria                | —         | —        | —        |            | —              |
| Noruega                |           |          | —        | —          | —              |
| Polônia                |           |          | —        | —          | —              |
| Qatar                  | —         |          | —        | —          | —              |
| Rússia                 | —         |          | —        | —          | —              |
| Arábia Saudita         | —         |          | —        | —          | —              |
| Singapura              |           |          | —        | —          | —              |
| Eslováquia             |           |          | —        | —          | —              |
| Eslovênia              |           |          | —        | —          | —              |
| Coreia do Sul          |           |          | —        | —          | —              |
| Espanha                |           |          | —        | —          | —              |
| Sudão                  | —         | —        | —        | —          | —              |
| Suécia                 |           | —        | —        | —          | —              |
| Síria                  | —         |          | —        | —          | —              |
| Turquia                | —         |          | —        | —          | —              |
| Emirados Árabes Unidos | —         |          | —        | —          | —              |
| Reino Unido            |           |          | [ 222 ]  | [ 223 ]    | [ 224 ]        |
| Estados Unidos         |           |          |          |            |                |